# Queensland Open 1987
Il Queensland Open 1987 è stato un torneo di tennis. È stata la 91ª edizione del torneo di Brisbane, che fa parte del Nabisco Grand Prix 1987 e del Virginia Slims World Championship Series 1987. Il torneo si è giocato a Brisbane in Australia, quello maschile si è giocato dal 5 all'11 ottobre su campi in cemento indoor, quello femminile dal 29 dicembre 1986 al 4 gennaio 1987 su campi in erba.

## Campioni

### Singolare maschile
Kelly Evernden ha battuto in finale  Eric Jelen con il punteggio di 3–6 6–1 6–1

### Doppio maschile
Matt Anger /  Kelly Evernden hanno battuto in finale  Broderick Dyke /  Wally Masur con il punteggio di 7–6, 6–2

### Singolare femminile
Hana Mandlíková ha battuto in finale  Pam Shriver con il punteggio di 6–2, 2–6, 6–4

### Doppio femminile
Hana Mandlíková /  Wendy Turnbull hanno battuto in finale  Betsy Nagelsen /  Elizabeth Smylie con il punteggio di 6–4, 6–3